# ویره (گیاه)

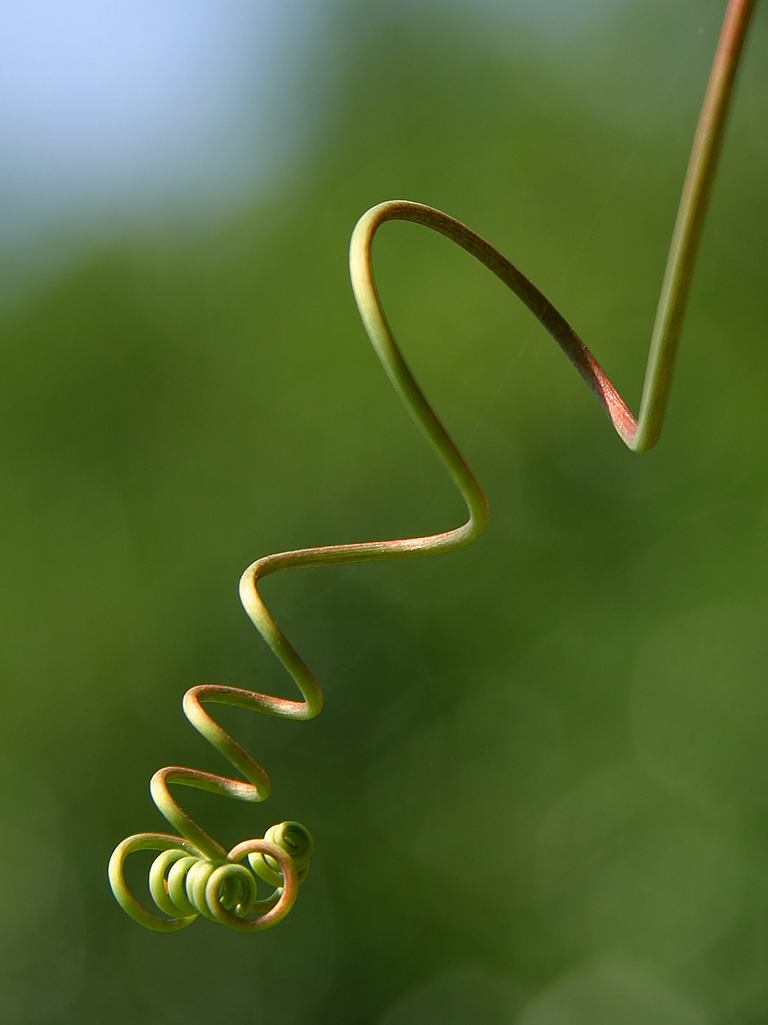
یک ویرهٔ پیچنده.

پیچ یا ویره یا بالارونده(لاتین vīnea "تاک انگور"، "تاکستان"، از vīnum "شراب") به هر گیاهی گفته می‌شود که عادت رشد آن بالارونده باشد یا دارای ویره یا ساقه‌های رونده (رانر) باشد. واژه پیچ همچنین می‌تواند به خود این ساقه‌ها یا رانرها اشاره داشته باشد، برای مثال، چوب برخی پیچ‌ها در کار حصیربافی استفاده می‌شود.
در بخش‌هایی از جهان، از جمله جزایر بریتانیا، اصطلاح «پیچ» معمولاً منحصراً به تاک‌های انگور (ویتیس) گفته می‌شود در حالی که اصطلاح «بالارونده» برای همه گیاهان بالارونده به کار می‌رود. ویره یا بالارونده در گیاه‌شناسی به ساقه‌ها و برگ‌های ویژه‌ای در گیاهان که شکلی نخ‌مانند دارند و برای بالا رفتن و چسبیدن و اتکا به سطوح دیگر می‌رویند، گفته می‌شود. در قدیم نوع رستنی‌های ویره‌دار مانند کدو و هندوانه را هم ویره می‌گفتند. 